# Десанка Керечки Мустур
Десанка Керечки Мустур (Батајница, 31. август 1936 — Београд, 26. април 2011) била је српска сликарка и илустраторка.

## Биографија
Десанка Керечки Мустур је дипломирала 1962. на Академији ликовних уметности у Београду у класи професора Недељка Гвозденовића. Излагала је на преко 20 самосталних изложби и многим групним у земљи и иностранству.

## Уметничко дело
Десанка Керечки је сликала визије младих жена, поетичних ликова развијорених коса, које сликарка ставља у центар једног особеног цветног космоса- најчешће делују као да су виђене и насликане у сну, вероватно и зато што ликовни поступак и поетичност којом зраче ова платна носи веома много од квалитета сна у себи, али сна посебне врсте.